# Пауль Ласіґа
Пауль Ласіґа (Paul Laciga, нар. 24 листопада 1970) — швейцарський пляжний волейболіст. Старший брат і напарник Мартіна Ласіґи.

## Життєпис
Батько — Пауль Ласіґа, мати — Юдіт Ласіґа, молодший брат — Мартін Ласіґа (нар. 1975).
Його партнерами були Мартін Ласіґа (1992—2004, 2006—2007), Саша Геєр (2005—2006), Філіп Ґабатулер (2007).

### Досягнення
- чемпіон Європи 1998, 1999, 2000,
- срібний призер чемпіонату світу 1999, 2005[2]